# Carl-Heinz Rodenberg
Carl-Heinz Rodenberg, seltener Karl-Heinz Rodenberg, (* 19. November 1904 in Heide; † 14. November 1995 in Wald-Michelbach) war ein deutscher Nervenarzt und Oberstabsarzt der SS. Rodenberg war Gutachter bei den nationalsozialistischen Krankenmorden, der „Aktion T4“, und ab 1943 wissenschaftlicher Leiter der Reichszentrale zur Bekämpfung der Homosexualität und Abtreibung.

## Leben
Der Sohn eines Arztes studierte Medizin und promovierte 1930 an der Universität Marburg über das Thema Über echte Kombinationen epileptischer und schizophrener Symptomkomplexe. Seit 1923 war er Mitglied der Marburger Burschenschaft Germania. Als Medizinalpraktikant arbeitete Rodenberg an der Marburger Universitäts-Nervenklinik, dann als Wissenschaftlicher Assistent an der Deutschen Forschungsanstalt für Psychiatrie in München und bis 1934 als Abteilungsarzt an der Heil- und Pflegeanstalt Branitz bei Oppeln in Oberschlesien.
Der SA trat Rodenberg am 20. April 1932 und der NSDAP zum 1. August desselben Jahres bei (Mitgliedsnummer 1.219.911). Nach der „Machtergreifung“ der Nationalsozialisten wurde Rodenberg 1933 Mitarbeiter des Rassenpolitischen Amtes der NSDAP. Ab 1934 leitete er die Erbgesundheitsstelle beim Oberpräsidenten des oberschlesischen Provinzialverbandes. Seit 1936 Facharzt für Psychiatrie und Neurologie, wechselte Rodenberg 1937 nach Berlin. Dort leitete er die Abteilung für Erb- und Rassenpflege im „Reichsausschuß für den Volksgesundheitsdienst“, war Geschäftsführer der Staatsmedizinischen Akademie und als Richter am Erbgesundheitsobergericht an Entscheidungen über Zwangssterilisierungen beteiligt. Ab 1. März 1939 arbeitete Rodenberg als Kriminalbiologe in der Abteilung für Erb- und Rassenpflege des Reichsgesundheitsamtes.

Rodenberg auf der T4-Gutachterliste

Für die Zeit vom 28. Februar 1940 bis zum 14. Oktober 1940 wird Rodenberg als Gutachter der „Aktion T4“ geführt. In dieser Funktion entschied er anhand von Meldebogen mit den Daten von Kranken und Behinderten über deren Weiterleben oder Tod in einer der Tötungsanstalten der „Aktion T4“ mit. Ebenfalls 1940 betrieb Rodenberg seine Übernahme in die SS. Zu dieser Zeit Sanitäts-SA-Sturmbannführer, bestätigte ein erhaltenes Gutachten Rodenberg eine bereits längere Tätigkeit als Informant des Sicherheitsdienstes (SD). Rodenberg habe „dem SD mehrfach wertvolles Material zur Verfügung gestellt“ und zeige „an der SD-Arbeit reges Interesse. Er verfügt außerdem über zahlreiche Verbindungen. Auf seine Übernahme in die SS […] wird daher großer Wert gelegt.“ In der SS wurde Rodenberg am 30. Januar 1944 zum SS-Obersturmbannführer befördert. Bei dieser Gelegenheit wurden seine „hervorragende weltanschauliche Einstellung, sein Kameradschaftsgeist und sein gewandtes Auftreten“ betont.
Im August 1942 wechselte Rodenberg zum Reichssicherheitshauptamt (RSHA) in das Referat IIIB3 „Rasse und Volksgesundheit“. Am 27. Oktober 1942 war Rodenberg Teilnehmer einer vom RSHA initiierten Konferenz im Referat IVB4, geleitet von Adolf Eichmann. Thema der Konferenz war die Sterilisierung von „Halbjuden“, die auf „freiwilliger Grundlage“ als einzige Alternative zur Deportation erfolgen sollte. Eine Verwirklichung der Planungen erfolgte nicht.
Am 1. Juli 1943 wurde Rodenberg als wissenschaftlicher Referent für sexualpsychologische Fragen ins Reichskriminalpolizeiamt (RKPA) berufen und übernahm gleichzeitig als wissenschaftlicher Leiter die „Reichszentrale zur Bekämpfung der Homosexualität und Abtreibung“. Hauptaufgabe der Reichszentrale war die Registrierung und Erfassung von Homosexuellen. Friedrich Panzinger beschrieb im November 1944 Rodenbergs weitere Aufgaben: So sollte er unter anderem bei Kriminalfällen anfallendes „Material zur weiteren Klärung des Entmannungsproblems“ in Hinsicht auf „Triebverbrecher wie Homosexuelle, sonstige Sittlichkeitsverbrecher, Pyromane, Gewohnheitsverbrecher“ auswerten, um so die Basis für gesetzgeberische oder verwaltungsrechtliche Maßnahmen zu schaffen.
Rodenberg hatte sich bereits seit 1941 in Fachzeitschriften mit der Kastration Homosexueller beschäftigt, was ihm am 30. Dezember 1942 eine Anerkennung Himmlers für „überzeugende Aufsätze“ einbrachte. So konstatierte Rodenberg 1941 in der Zeitschrift „Der öffentliche Gesundheitsdienst“, dass eine „erwünschte Befriedung des Geschlechtslebens aber auch bei Homosexuellen oft durch die Entmannung, und zwar nur durch Entmannung herbeigeführt werden kann.“ Bislang hätten nur wenige Homosexuelle „der Volksgemeinschaft ein Opfer“ gebracht und sich freiwillig kastrieren lassen, was Rodenberg in einem „Mangel an Verantwortungsgefühl“ begründet sah. Anhand von bei der Kriminalpolizei gesammelten Material glaubte Rodenberg 1942 in „Deutsche Justiz“ nachweisen zu können, dass eine Kastration eine geeignete Maßnahme sei, „dem Homosexuellen die kriminelle Dynamik zu nehmen und ihm damit gleichzeitig selbst zu helfen.“ Rodenbergs Datenmaterial bezog sich zu über 60 % nicht auf Homosexuelle, sondern auf Pädophile. Rodenbergs Bemühungen, noch vor Kriegsende eine gesetzliche Regelung zur Kastration Homosexueller zu schaffen, blieben erfolglos. Im Oktober 1942 begründete er seinen Vorschlag mit den Kosten, die dem Staat durch die Unterbringung Homosexueller in Konzentrationslagern und in Sicherungsverwahrung entstünden: „Wenn sie kastriert werden, können sie in kürzerer Zeit entlassen werden, da sie keine Gefahr mehr für die Volksgemeinschaft bilden, und außerdem können sie nutzbringend im Leben wieder eingesetzt werden.“ Auch Hitler, so Rodenberg, habe „der Bekämpfung diese Übels große Bedeutung“ beigemessen.
Rodenberg war Mitunterzeichner von noch 1944 durch Felix Boehm verfassten [neuen] Empfehlungen zur Begutachtung von Strafsachen wegen widernatürlicher Unzucht. Nach Kriegsende lebte Rodenberg in Wald-Michelbach im Odenwald. Wegen seiner Teilnahme an der Konferenz am 27. Oktober 1942 ermittelten in den 1970er Jahren die Staatsanwaltschaften in Darmstadt und Berlin, ohne dass es zu einer Anklageerhebung kam. Gegenüber der Ludwigsburger Zentralstelle bestritt Rodenberg 1986 seine Tätigkeit in der „Reichszentrale zur Bekämpfung der Homosexualität und Abtreibung“. Er gab an, seine Untersuchungen über einen therapeutischen Erfolg von Kastrationen hätten sich nur auf Sittlichkeitsverbrecher bezogen, nicht jedoch auf Homosexuelle schlechthin. Seine Behauptung, es sei ihm gleichgültig gewesen, „auf welche Weise erwachsene Homosexuelle freiwillig unter sich ihren Sexualtrieb befriedigen“, stand im Widerspruch zu Rodenbergs Veröffentlichungen in der Zeit des Nationalsozialismus.